# 유달경기장
유달경기장(儒達競技場, Yudal Stadium)은 대한민국 전라남도 목포시에 있는 스포츠 시설이다. 천연잔디 필드와 우레탄 트랙이 갖춰져 있는 스포츠 시설이다. 1987년 9월에 개장했으며 부지면적 65,964m2이다.
유달경기장 안으로 통하는 입구 1층을 따라서는 목포시체육회를 비롯해 각종 체육종목 목포시 협의회가 있으며 뒷편으로는 정구장과 테니스장이 있다.
목포에서 전국체전, 전남도체전 등이 열릴 때마다 육상 종목 경기장으로 쓰였으며 각종 문화행사 및 집회장소로 사용되었다.

## 역사
1987년 9월에 개장했으며 1994년과 1995년에는 프로축구 유공의 순회 홈경기장으로 사용된 바 있다. 이후에는 전남 드래곤즈의 홈경기가 일부 개최된 적도 있었다.
1997년 개항 100주년을 기념한 열린음악회 행사가 열리기도 했다. 2006년 6.15남북공동선언을 기념해 목포를 방문한 북한공연단이 이곳에서 음악단 공연을 펼쳤으며 2007년 제11회 한·일 청소년 하계 스포츠 교류행사가 열리기도 했다.
2009년 한중일 주니어 종합경기대회를 앞두고 목포 유달경기장의 각종 시설 재정비에 분주하며 트랙 보수와 전광판 보수, 외곽 조경과 시설 정비를 위해 경기장 앞이 공사설비로 차있다. 2009년 8월 23일부터 세 나라 960명이 출전하는 제17회 종합경기대회를 목포시가 유치함에 따라 유달경기장에서 육상 등 여러 종목의 경기가 열리게 됐다.
목포시청은 2021년 3월 19일에 유달경기장 부지와 시설에 대해 281억 3천 36만 원에 매각 공고를 내고 공개 입찰을 실시했다. 29개 업체가 입찰에 참가하여 2021년 4월 1일에 936억 7천 4백 원에 매각이 결정되었다.

## 참고 문헌
- “유달경기장”. 목포시청.
- 《전국 공공체육 시설 현황 (2015년말 기준)》. 대한민국 문화체육관광부. 2016.
- 《2019년 전국 공공체육시설 현황 (2018년말 기준)》. 대한민국 문화체육관광부. 2020.